# Carmen Busquets
Carmen Busquets es una empresaria y filántropa venezolana, cofundadora e inversionista del grupo minorista Net-a-Porter. Desde 1992, Busquets ha invertido alrededor de 50 millones de libras esterlinas en empresas de tecnología de la moda en el Reino Unido y los Estados Unidos, generando cerca de 10 000 puestos de trabajo en sus iniciativas de negocio.

## Biografía
Busquets abrió una boutique llamada Cabus en Caracas, Venezuela en 1990. Solía asistir a los desfiles de moda en Europa y usaba DHL para enviar a sus clientes bocetos, polaroids y descripciones detalladas de las prendas, lo que impulsó la popularidad de su negocio en la capital venezolana. Con los beneficios de las acciones de tecnología que vendió antes de la llamada burbuja puntocom en 2000, se convirtió en cofundadora e inversora fundadora del grupo minorista Net-a-Porter después de conocer a la fundadora Natalie Massenet. Según sus propias declaraciones, se convirtió en inversora porque fue una de las pocas que creyó en las empresas tecnológicas lo suficiente como para invertir en ellas durante sus primeras etapas.
La venta de Net-a-Porter a la Compagnie Financière Richemont en 2010 hizo que Busquets multiplicara por 16 su inversión inicial. En 2012 fundó Cabus Venture, una compañía de inversión dedicada a financiar a empresarios del sector de la moda, basándose en el potencial de sus ofertas de contenido, comunidad y comercio. Su cartera actual de Busquets incluye Moda Operandi, Farfetch, Lyst, The Business of Fashion, Cult Beauty, FLOWERBX y Tagwalk.